# Amphitornus
Amphitornus es un género de saltamontes de la subfamilia Gomphocerinae, familia Acrididae, asignado a la tribu Eritettigini y al grupo Amblytropidia. Muy similar al género euroasiático Ramburiella, que tal vez pertenezca a este género. Este género se distribuye en Estados Unidos y México.

## Especies
Las siguientes especies pertenecen al género Amphitornus:
- Amphitornus coloradus (Thomas, 1873)
- Amphitornus durangus Otte, 1979